# Wiktor Andrejewitsch Krawtschenko (Diplomat)

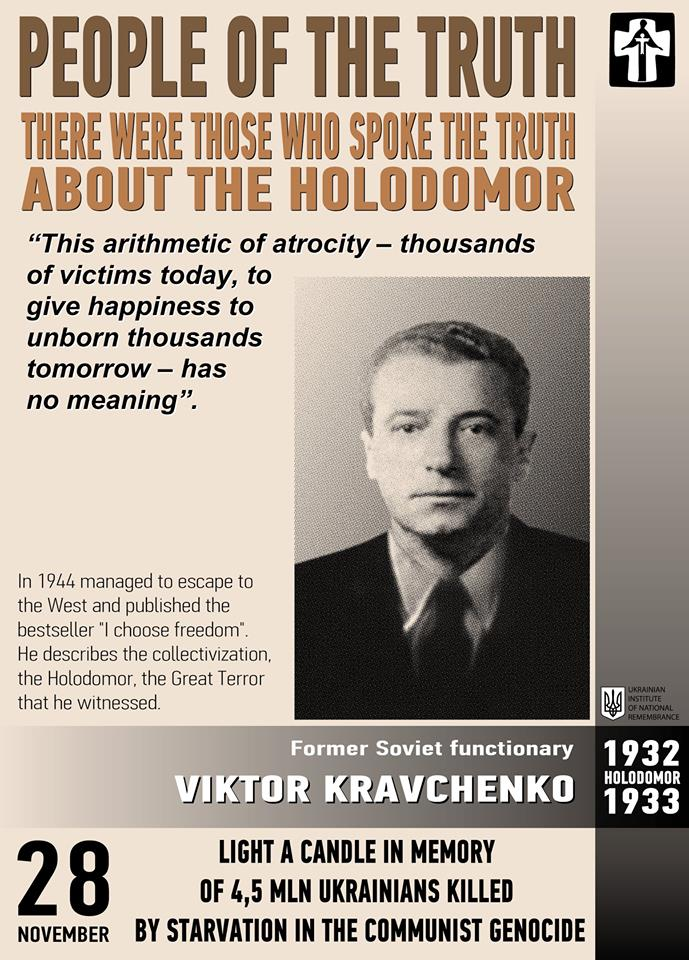
Poster aus dem Jahr 2015

Wiktor Andrejewitsch Krawtschenko (russisch Виктор Андреевич Кравченко englisch Victor Kravchenko; geboren 11. Oktober 1905 in Jekaterinoslaw, Russisches Kaiserreich; gestorben 25. Februar 1966 in Manhattan) war ein sowjetischer Ingenieur und späterer Handelsdiplomat in Washington, D.C., der dort 1944 um politisches Asyl angesucht hatte. Sein 1946 veröffentlichtes Buch I Chose Freedom erregte großes Aufsehen.

## Leben
Krawtschenko, Mitglied der KPdSU seit 1929, hatte die Hungerkatastrophe in der Ukraine miterlebt. Sein Buch beschreibt im Detail das System des Gulag. Krawtschenkos Enthüllungen wurden seitens der westlichen kommunistischen Parteien und ihrer Medien massiv bekämpft. So warf ihm auch die Wochenzeitschrift Les Lettres françaises vor, ein Lügner und westlicher Spion zu sein. Krawtschenko klagte gegen die Zeitschrift wegen Verleumdung – so wie das 1951 auch David Rousset tat, dem die Lettres Françaises gleichartige Vorwürfe machten. Der Sensationsprozess im Paris des Jahres 1949 führte zur Vernehmung dutzender Zeugen durch Krawtschenkos Anwalt Georges Izard. Ehemalige Kollegen aus der Sowjetunion, General Sergei I. Rudenko und seine Ex-Frau sagten gegen Krawtschenko aus, die Anwälte  Krawtschenkos riefen andererseits als Zeugen Überlebende des Gulag auf, darunter Margarete Buber-Neumann. Krawtschenko gewann den Prozess, erhielt aber nur eine minimale Entschädigung.
In seinem zweiten Buch I Chose Justice behandelte er den Pariser Prozess und empfahl den USA, den Welt-Kommunismus in den Wurzeln zu bekämpfen, also durch Verbesserung der Lebensverhältnisse der Menschen besonders in den unterentwickelten Ländern in Lateinamerika, Afrika und Asien. Er distanzierte sich von den Kreisen um US-Senator McCarthy. Der slowenische Philosoph Slavoj Žižek würdigte 2011 in seinem Buch Die bösen Geister des himmlischen Bereichs Krawtschenkos Protest gegen den Stalinismus in der Sowjetunion als „einen echten Akt des Protests gegen die Ungerechtigkeit.“ Krawtschenko habe davor gewarnt, sich bei der Bekämpfung des Stalinismus „dem Gegner zunehmend anzugleichen.“ In diesem Sinne kritisierte er die von Senator McCarthy geleitete Verfolgung von „un-amerikanischen Aktivitäten.“
Ab 1951 arbeitete Krawtschenko in Peru und hatte zeitweise beträchtlichen Erfolg als Prospektor und Bergwerksunternehmer. Mit seiner amerikanischen Lebensgefährtin hatte er zwei Söhne. Krawtschenko wurde 1966 in einem New Yorker Hotel erschossen aufgefunden, in der Schreibmaschine ein englischsprachiger Brief. Sein Tod gilt als Selbstmord, aber sein Sohn Andrew glaubt weiterhin an eine Exekution durch den KGB.

## Schriften
- I chose freedom. The personal and political life of a Soviet official. Scribner’s Sons, New York NY 1946. 
  - Ich wählte die Freiheit. Das private und politische Leben eines Sowjetbeamten. Übersetzt aus dem Amerikanischen von Albert Heß. Thomas Verlag, Zürich 1947.
  - Als Funktionär im sowjetischen Stalinismus. Hrsg. Mondrian von Lüttichau, Verlag Autonomie und Chaos, Berlin 2023. ISBN 978-3-945980-76-7 PDF  4,3 MB (Veränderte Neuausgabe mit Anhang)
- Einvernahme vor dem Komitee für unamerikanische Umtriebe in den Vereinigten Staaten. 22. Juli 1947. Repräsentantenhaus – 80. Kongreß. Erste Sitzung (= Politische Schriftenreihe.). Thomas Verlag, Zürich 1947.
- I chose justice. Scribner’s Sons, New York NY 1950. Deutsche Übersetzung:
  - Schwert und Schlange. Übersetzung James Schwarzenbach. Thomas, Zürich 1950.